# Múnia
Múnia és el nom comú de les tres espècies d'ocells del gènere Amandava, que forma part de la família dels estríldids (Estrildidae). Aquests ocells es troben en les pastures o els matolls d'Àfrica i Àsia meridional. Són gregaris i s'alimenten de llavors i tenen el bec vermell. En els primers tractats se'ls anomenava també amadavat i amidavad . Aquest noms són en realitat transcripcions sonores d'Ahmedabad, una ciutat de Gujarat, Índia des d'on es van obtenir els primers exemplars de múnia roig (Amandava amandava).

## Taxonomia
El gènere Amandava va ser introduït el 1836 pel zoòleg anglès Edward Blyth pel múnia roig. El gènere és esmentat en una nota a peu de pàgina d'una edició de The Natural History and Antiquities of Selborne de Gilbert White que Blythe va editar. El nom deriva per tautònim del nom binomial Fringilla amandava introduït per Carl Linnaeus el 1758. El gènere Amandava és germà del gènere Amadina que conté dos fringíl·lids africans.
Es reconeixen tres espècies:
- Múnia verd - Amandava formosa
- Múnia zebrat - Amandava subflava
- Múnia roig - Amandava amandava